# 7月3日 (旧暦)
旧暦7月3日（きゅうれきしちがつみっか）は旧暦7月の3日目である。六曜は先負である。

## できごと
- 安寧天皇元年（ユリウス暦紀元前549年8月31日） - 第3代・安寧天皇が即位
- 推古天皇16年（ユリウス暦607年8月1日） - 第2回遣隋使が出発。小野妹子が、隋の皇帝煬帝に宛てた「日出処の天子……」の国書を持参
- 寛平9年（ユリウス暦897年8月4日） - 宇多天皇が敦仁親王に譲位、敦仁親王が第60代・醍醐天皇として践祚
- 天文18年（ユリウス暦1549年7月27日） - フランシスコ・ザビエルが乗った船が鹿児島に到着。7月22日に上陸
- 天正6年（ユリウス暦1578年8月6日） - 毛利氏が上月城の尼子氏を討つ。尼子氏が滅亡
- 享保7年（グレゴリオ暦1722年8月14日） - 徳川吉宗が、諸大名に米を上納させる代わりに江戸在府期間を半年に短縮する上米の制を開始。1730年に廃止

## 誕生日
- 宝永6年（グレゴリオ暦1709年8月8日） - 徳川家継、江戸幕府7代将軍（+ 1716年）

## 忌日
- 天正6年（ユリウス暦1578年8月6日） - 尼子勝久、武将（* 1553年）
- 天和3年（グレゴリオ暦1683年8月24日） - 松平忠輝、越後高田藩主・徳川家康の六男（* 1592年）
- 文化3年（グレゴリオ暦1806年8月16日） - 志筑忠雄、蘭学者・通詞（* 1760年）